# 에릭 앨런
에릭 앨런(Eric Allan, 1940년 3월 8일 ~ )은 배우, 텔레비전 배우이다.

## 영화
- I.D. (1995년)
- 하트비트 (1992년)
- 전격 제로 작전 (1976년)
- 을씨년스러운 순간들 (1971년)
- 텔 미 라이즈 (1968년)
- Z 카스 (1962년)